# Wild Wadi
O Wild Wadi Water Park é localizado em Jumeirah, uma área em Dubai, Emirados Árabes Unidos, perto do Burj Al Arab e do Jumeirah Beach Hotel. O Wild Wadi é operado pela Jumeirah  International.
Wild Wadi é um parque aquático ao ar livre com uma piscina de ondas, vários escorregadores  e duas máquinas de surf. Também é o maior parque aquático fora da América Do Norte. O parque têm uma cachoeira de 18 metros que joga água a cada dez minutos.O Wild Wadi possui dois quiosques de presentes, três restaurantes e dois quiosques de comida.

## Atrações
Escorregadores Master Blaster são como montanhas russas aquáticas, pois os visitantes são "arremessados" por jatos d´água de alta potência. 

Os escorregadores "Master Blaster" são:
- White Water Wadi
- Jebel Lookout
- Wadi Leap
- Hos'N Hurler
- Falaj Fury
- Wadi Twister
- Wadi Basher
- Flood River Flyer

Ring Rides são os tradicionais escorregadores em que os visitantes descem o escorregador sem nenhuma propulsão.

Os escorregadores "Ring Rides" incluem:
- Tumble Falls
- Falcon Fury
- Rushing Rapids
- Thunder Rapids
- Tunnel of Doom

## Ligações Externas
- Wild Wadi Water Park Site Oficial
- Wild Wadi Water Park - Profile